# Modisimus caldera
Modisimus caldera is een spinnensoort uit de familie trilspinnen (Pholcidae). De soort komt voor in Panama.